# 福光農業協同組合
福光農業協同組合（ふくみつのうぎょうきょうどうくみあい）は、富山県南砺市に本所を置く農業協同組合。

## 沿革
- 2000年3月1日 - 福光中央農業協同組合と福光町信用農業協同組合が合併して、福光農業協同組合が発足[1]。
- 2007年5月1日 - 11の支所支店で行っていた金融業務を、駅前の本店に集約した。

## 店舗
| 店舗コード | 店舗名 | 所在地         |
| ---------- | ------ | -------------- |
| 771        | 本店   | 南砺市荒木5318 |